# 劉東巖

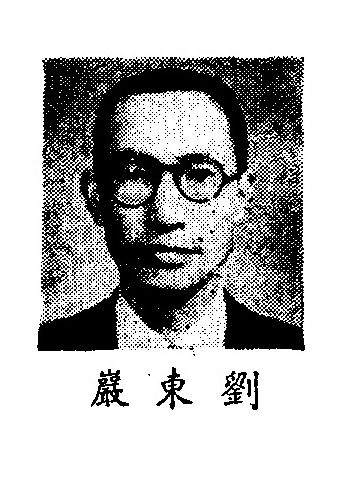

劉東巖（1904年—1976年）字裕常，四川资中人，中华民国政治人物。

## 生平
劉東巖曾任四川灌县县长，西康汉源县县长，因贪污免职。劉東巖是李璜的得力干部，曾偕往参加旧金山会议。
1946年，任制宪国民大会中国青年党代表。1947年3月1日，任国民政府立法院第四届立法委员。后赴台湾，任中华民国外交部顾问，国民大会副秘书长。
1976年，劉東巖逝世。